# 大横田勉
大横田勉（日语：／ Ōyokota Tsutomu，1913年4月20日—1994年10月9日），日本男子游泳运动员，主攻中长距离自由泳。他曾代表日本参加1932年夏季奥林匹克运动会游泳比赛，获得男子400米自由泳铜牌。